# Бристольська тема
Бри́стольська те́ма — тема в шаховій композиції. Суть теми — лінійна фігура рухається по тій же лінії і в тому ж напрямку, в якому перед тим рухалася інша лінійна фігура. Іншими словами, перша фігура ніби «прокладає» шлях другій фігурі, яка матує, перша фігура, що проклала шлях, не бере участі в матовій картині.

## Історія

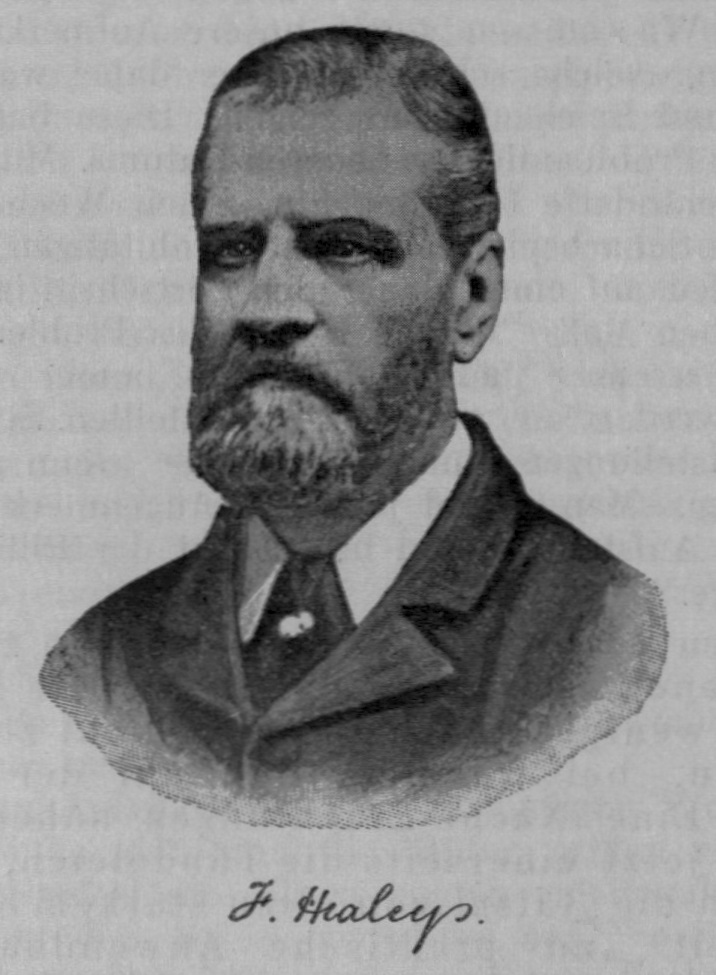
right150 px

В англійському місті Бристоль у 1861 році проводився один з перших конкурсів з шахової композиції. У цьому конкурсі здобула перемогу задача з ідеєю «прокладання шляху», яку прислав на цей конкурс англійський шаховий композитор Френк Хілі (19.11.1828 — 17.02.1906).

Згодом ця ідея дістала назву — бристольська тема, на честь міста, в якому проводився цей конкурс. Тема має анти-форму. Бристольська тема може бути виражена в таких формах — біла форма, чорна форма, подвоєна форма, чорно-біла форма, біло-чорна форма, може бути поєднана з іншими ідеями.
Якщо обидві фігури беруть участь у матовій картині, ця ідея не є бристольською темою і називається прокладання шляху. 
|   | a | b | c | d | e | f | g | h |   |
| 8 | b7 чорний кінь · f7 білий кінь · g7 чорний пішак · b6 білий кінь · g6 білий ферзь · b5 чорний слон · c5 чорний король · d5 білий пішак · a4 чорний пішак · c4 чорний пішак · f4 чорний пішак · a3 білий пішак · c3 білий пішак · f3 біла тура · d2 білий пішак · g2 білий пішак · h2 білий король · a1 білий слон · d1 біла тура | b7 чорний кінь · f7 білий кінь · g7 чорний пішак · b6 білий кінь · g6 білий ферзь · b5 чорний слон · c5 чорний король · d5 білий пішак · a4 чорний пішак · c4 чорний пішак · f4 чорний пішак · a3 білий пішак · c3 білий пішак · f3 біла тура · d2 білий пішак · g2 білий пішак · h2 білий король · a1 білий слон · d1 біла тура | b7 чорний кінь · f7 білий кінь · g7 чорний пішак · b6 білий кінь · g6 білий ферзь · b5 чорний слон · c5 чорний король · d5 білий пішак · a4 чорний пішак · c4 чорний пішак · f4 чорний пішак · a3 білий пішак · c3 білий пішак · f3 біла тура · d2 білий пішак · g2 білий пішак · h2 білий король · a1 білий слон · d1 біла тура | b7 чорний кінь · f7 білий кінь · g7 чорний пішак · b6 білий кінь · g6 білий ферзь · b5 чорний слон · c5 чорний король · d5 білий пішак · a4 чорний пішак · c4 чорний пішак · f4 чорний пішак · a3 білий пішак · c3 білий пішак · f3 біла тура · d2 білий пішак · g2 білий пішак · h2 білий король · a1 білий слон · d1 біла тура | b7 чорний кінь · f7 білий кінь · g7 чорний пішак · b6 білий кінь · g6 білий ферзь · b5 чорний слон · c5 чорний король · d5 білий пішак · a4 чорний пішак · c4 чорний пішак · f4 чорний пішак · a3 білий пішак · c3 білий пішак · f3 біла тура · d2 білий пішак · g2 білий пішак · h2 білий король · a1 білий слон · d1 біла тура | b7 чорний кінь · f7 білий кінь · g7 чорний пішак · b6 білий кінь · g6 білий ферзь · b5 чорний слон · c5 чорний король · d5 білий пішак · a4 чорний пішак · c4 чорний пішак · f4 чорний пішак · a3 білий пішак · c3 білий пішак · f3 біла тура · d2 білий пішак · g2 білий пішак · h2 білий король · a1 білий слон · d1 біла тура | b7 чорний кінь · f7 білий кінь · g7 чорний пішак · b6 білий кінь · g6 білий ферзь · b5 чорний слон · c5 чорний король · d5 білий пішак · a4 чорний пішак · c4 чорний пішак · f4 чорний пішак · a3 білий пішак · c3 білий пішак · f3 біла тура · d2 білий пішак · g2 білий пішак · h2 білий король · a1 білий слон · d1 біла тура | b7 чорний кінь · f7 білий кінь · g7 чорний пішак · b6 білий кінь · g6 білий ферзь · b5 чорний слон · c5 чорний король · d5 білий пішак · a4 чорний пішак · c4 чорний пішак · f4 чорний пішак · a3 білий пішак · c3 білий пішак · f3 біла тура · d2 білий пішак · g2 білий пішак · h2 білий король · a1 білий слон · d1 біла тура | 8 |
| 7 | b7 чорний кінь · f7 білий кінь · g7 чорний пішак · b6 білий кінь · g6 білий ферзь · b5 чорний слон · c5 чорний король · d5 білий пішак · a4 чорний пішак · c4 чорний пішак · f4 чорний пішак · a3 білий пішак · c3 білий пішак · f3 біла тура · d2 білий пішак · g2 білий пішак · h2 білий король · a1 білий слон · d1 біла тура | b7 чорний кінь · f7 білий кінь · g7 чорний пішак · b6 білий кінь · g6 білий ферзь · b5 чорний слон · c5 чорний король · d5 білий пішак · a4 чорний пішак · c4 чорний пішак · f4 чорний пішак · a3 білий пішак · c3 білий пішак · f3 біла тура · d2 білий пішак · g2 білий пішак · h2 білий король · a1 білий слон · d1 біла тура | b7 чорний кінь · f7 білий кінь · g7 чорний пішак · b6 білий кінь · g6 білий ферзь · b5 чорний слон · c5 чорний король · d5 білий пішак · a4 чорний пішак · c4 чорний пішак · f4 чорний пішак · a3 білий пішак · c3 білий пішак · f3 біла тура · d2 білий пішак · g2 білий пішак · h2 білий король · a1 білий слон · d1 біла тура | b7 чорний кінь · f7 білий кінь · g7 чорний пішак · b6 білий кінь · g6 білий ферзь · b5 чорний слон · c5 чорний король · d5 білий пішак · a4 чорний пішак · c4 чорний пішак · f4 чорний пішак · a3 білий пішак · c3 білий пішак · f3 біла тура · d2 білий пішак · g2 білий пішак · h2 білий король · a1 білий слон · d1 біла тура | b7 чорний кінь · f7 білий кінь · g7 чорний пішак · b6 білий кінь · g6 білий ферзь · b5 чорний слон · c5 чорний король · d5 білий пішак · a4 чорний пішак · c4 чорний пішак · f4 чорний пішак · a3 білий пішак · c3 білий пішак · f3 біла тура · d2 білий пішак · g2 білий пішак · h2 білий король · a1 білий слон · d1 біла тура | b7 чорний кінь · f7 білий кінь · g7 чорний пішак · b6 білий кінь · g6 білий ферзь · b5 чорний слон · c5 чорний король · d5 білий пішак · a4 чорний пішак · c4 чорний пішак · f4 чорний пішак · a3 білий пішак · c3 білий пішак · f3 біла тура · d2 білий пішак · g2 білий пішак · h2 білий король · a1 білий слон · d1 біла тура | b7 чорний кінь · f7 білий кінь · g7 чорний пішак · b6 білий кінь · g6 білий ферзь · b5 чорний слон · c5 чорний король · d5 білий пішак · a4 чорний пішак · c4 чорний пішак · f4 чорний пішак · a3 білий пішак · c3 білий пішак · f3 біла тура · d2 білий пішак · g2 білий пішак · h2 білий король · a1 білий слон · d1 біла тура | b7 чорний кінь · f7 білий кінь · g7 чорний пішак · b6 білий кінь · g6 білий ферзь · b5 чорний слон · c5 чорний король · d5 білий пішак · a4 чорний пішак · c4 чорний пішак · f4 чорний пішак · a3 білий пішак · c3 білий пішак · f3 біла тура · d2 білий пішак · g2 білий пішак · h2 білий король · a1 білий слон · d1 біла тура | 7 |
| 6 | b7 чорний кінь · f7 білий кінь · g7 чорний пішак · b6 білий кінь · g6 білий ферзь · b5 чорний слон · c5 чорний король · d5 білий пішак · a4 чорний пішак · c4 чорний пішак · f4 чорний пішак · a3 білий пішак · c3 білий пішак · f3 біла тура · d2 білий пішак · g2 білий пішак · h2 білий король · a1 білий слон · d1 біла тура | b7 чорний кінь · f7 білий кінь · g7 чорний пішак · b6 білий кінь · g6 білий ферзь · b5 чорний слон · c5 чорний король · d5 білий пішак · a4 чорний пішак · c4 чорний пішак · f4 чорний пішак · a3 білий пішак · c3 білий пішак · f3 біла тура · d2 білий пішак · g2 білий пішак · h2 білий король · a1 білий слон · d1 біла тура | b7 чорний кінь · f7 білий кінь · g7 чорний пішак · b6 білий кінь · g6 білий ферзь · b5 чорний слон · c5 чорний король · d5 білий пішак · a4 чорний пішак · c4 чорний пішак · f4 чорний пішак · a3 білий пішак · c3 білий пішак · f3 біла тура · d2 білий пішак · g2 білий пішак · h2 білий король · a1 білий слон · d1 біла тура | b7 чорний кінь · f7 білий кінь · g7 чорний пішак · b6 білий кінь · g6 білий ферзь · b5 чорний слон · c5 чорний король · d5 білий пішак · a4 чорний пішак · c4 чорний пішак · f4 чорний пішак · a3 білий пішак · c3 білий пішак · f3 біла тура · d2 білий пішак · g2 білий пішак · h2 білий король · a1 білий слон · d1 біла тура | b7 чорний кінь · f7 білий кінь · g7 чорний пішак · b6 білий кінь · g6 білий ферзь · b5 чорний слон · c5 чорний король · d5 білий пішак · a4 чорний пішак · c4 чорний пішак · f4 чорний пішак · a3 білий пішак · c3 білий пішак · f3 біла тура · d2 білий пішак · g2 білий пішак · h2 білий король · a1 білий слон · d1 біла тура | b7 чорний кінь · f7 білий кінь · g7 чорний пішак · b6 білий кінь · g6 білий ферзь · b5 чорний слон · c5 чорний король · d5 білий пішак · a4 чорний пішак · c4 чорний пішак · f4 чорний пішак · a3 білий пішак · c3 білий пішак · f3 біла тура · d2 білий пішак · g2 білий пішак · h2 білий король · a1 білий слон · d1 біла тура | b7 чорний кінь · f7 білий кінь · g7 чорний пішак · b6 білий кінь · g6 білий ферзь · b5 чорний слон · c5 чорний король · d5 білий пішак · a4 чорний пішак · c4 чорний пішак · f4 чорний пішак · a3 білий пішак · c3 білий пішак · f3 біла тура · d2 білий пішак · g2 білий пішак · h2 білий король · a1 білий слон · d1 біла тура | b7 чорний кінь · f7 білий кінь · g7 чорний пішак · b6 білий кінь · g6 білий ферзь · b5 чорний слон · c5 чорний король · d5 білий пішак · a4 чорний пішак · c4 чорний пішак · f4 чорний пішак · a3 білий пішак · c3 білий пішак · f3 біла тура · d2 білий пішак · g2 білий пішак · h2 білий король · a1 білий слон · d1 біла тура | 6 |
| 5 | b7 чорний кінь · f7 білий кінь · g7 чорний пішак · b6 білий кінь · g6 білий ферзь · b5 чорний слон · c5 чорний король · d5 білий пішак · a4 чорний пішак · c4 чорний пішак · f4 чорний пішак · a3 білий пішак · c3 білий пішак · f3 біла тура · d2 білий пішак · g2 білий пішак · h2 білий король · a1 білий слон · d1 біла тура | b7 чорний кінь · f7 білий кінь · g7 чорний пішак · b6 білий кінь · g6 білий ферзь · b5 чорний слон · c5 чорний король · d5 білий пішак · a4 чорний пішак · c4 чорний пішак · f4 чорний пішак · a3 білий пішак · c3 білий пішак · f3 біла тура · d2 білий пішак · g2 білий пішак · h2 білий король · a1 білий слон · d1 біла тура | b7 чорний кінь · f7 білий кінь · g7 чорний пішак · b6 білий кінь · g6 білий ферзь · b5 чорний слон · c5 чорний король · d5 білий пішак · a4 чорний пішак · c4 чорний пішак · f4 чорний пішак · a3 білий пішак · c3 білий пішак · f3 біла тура · d2 білий пішак · g2 білий пішак · h2 білий король · a1 білий слон · d1 біла тура | b7 чорний кінь · f7 білий кінь · g7 чорний пішак · b6 білий кінь · g6 білий ферзь · b5 чорний слон · c5 чорний король · d5 білий пішак · a4 чорний пішак · c4 чорний пішак · f4 чорний пішак · a3 білий пішак · c3 білий пішак · f3 біла тура · d2 білий пішак · g2 білий пішак · h2 білий король · a1 білий слон · d1 біла тура | b7 чорний кінь · f7 білий кінь · g7 чорний пішак · b6 білий кінь · g6 білий ферзь · b5 чорний слон · c5 чорний король · d5 білий пішак · a4 чорний пішак · c4 чорний пішак · f4 чорний пішак · a3 білий пішак · c3 білий пішак · f3 біла тура · d2 білий пішак · g2 білий пішак · h2 білий король · a1 білий слон · d1 біла тура | b7 чорний кінь · f7 білий кінь · g7 чорний пішак · b6 білий кінь · g6 білий ферзь · b5 чорний слон · c5 чорний король · d5 білий пішак · a4 чорний пішак · c4 чорний пішак · f4 чорний пішак · a3 білий пішак · c3 білий пішак · f3 біла тура · d2 білий пішак · g2 білий пішак · h2 білий король · a1 білий слон · d1 біла тура | b7 чорний кінь · f7 білий кінь · g7 чорний пішак · b6 білий кінь · g6 білий ферзь · b5 чорний слон · c5 чорний король · d5 білий пішак · a4 чорний пішак · c4 чорний пішак · f4 чорний пішак · a3 білий пішак · c3 білий пішак · f3 біла тура · d2 білий пішак · g2 білий пішак · h2 білий король · a1 білий слон · d1 біла тура | b7 чорний кінь · f7 білий кінь · g7 чорний пішак · b6 білий кінь · g6 білий ферзь · b5 чорний слон · c5 чорний король · d5 білий пішак · a4 чорний пішак · c4 чорний пішак · f4 чорний пішак · a3 білий пішак · c3 білий пішак · f3 біла тура · d2 білий пішак · g2 білий пішак · h2 білий король · a1 білий слон · d1 біла тура | 5 |
| 4 | b7 чорний кінь · f7 білий кінь · g7 чорний пішак · b6 білий кінь · g6 білий ферзь · b5 чорний слон · c5 чорний король · d5 білий пішак · a4 чорний пішак · c4 чорний пішак · f4 чорний пішак · a3 білий пішак · c3 білий пішак · f3 біла тура · d2 білий пішак · g2 білий пішак · h2 білий король · a1 білий слон · d1 біла тура | b7 чорний кінь · f7 білий кінь · g7 чорний пішак · b6 білий кінь · g6 білий ферзь · b5 чорний слон · c5 чорний король · d5 білий пішак · a4 чорний пішак · c4 чорний пішак · f4 чорний пішак · a3 білий пішак · c3 білий пішак · f3 біла тура · d2 білий пішак · g2 білий пішак · h2 білий король · a1 білий слон · d1 біла тура | b7 чорний кінь · f7 білий кінь · g7 чорний пішак · b6 білий кінь · g6 білий ферзь · b5 чорний слон · c5 чорний король · d5 білий пішак · a4 чорний пішак · c4 чорний пішак · f4 чорний пішак · a3 білий пішак · c3 білий пішак · f3 біла тура · d2 білий пішак · g2 білий пішак · h2 білий король · a1 білий слон · d1 біла тура | b7 чорний кінь · f7 білий кінь · g7 чорний пішак · b6 білий кінь · g6 білий ферзь · b5 чорний слон · c5 чорний король · d5 білий пішак · a4 чорний пішак · c4 чорний пішак · f4 чорний пішак · a3 білий пішак · c3 білий пішак · f3 біла тура · d2 білий пішак · g2 білий пішак · h2 білий король · a1 білий слон · d1 біла тура | b7 чорний кінь · f7 білий кінь · g7 чорний пішак · b6 білий кінь · g6 білий ферзь · b5 чорний слон · c5 чорний король · d5 білий пішак · a4 чорний пішак · c4 чорний пішак · f4 чорний пішак · a3 білий пішак · c3 білий пішак · f3 біла тура · d2 білий пішак · g2 білий пішак · h2 білий король · a1 білий слон · d1 біла тура | b7 чорний кінь · f7 білий кінь · g7 чорний пішак · b6 білий кінь · g6 білий ферзь · b5 чорний слон · c5 чорний король · d5 білий пішак · a4 чорний пішак · c4 чорний пішак · f4 чорний пішак · a3 білий пішак · c3 білий пішак · f3 біла тура · d2 білий пішак · g2 білий пішак · h2 білий король · a1 білий слон · d1 біла тура | b7 чорний кінь · f7 білий кінь · g7 чорний пішак · b6 білий кінь · g6 білий ферзь · b5 чорний слон · c5 чорний король · d5 білий пішак · a4 чорний пішак · c4 чорний пішак · f4 чорний пішак · a3 білий пішак · c3 білий пішак · f3 біла тура · d2 білий пішак · g2 білий пішак · h2 білий король · a1 білий слон · d1 біла тура | b7 чорний кінь · f7 білий кінь · g7 чорний пішак · b6 білий кінь · g6 білий ферзь · b5 чорний слон · c5 чорний король · d5 білий пішак · a4 чорний пішак · c4 чорний пішак · f4 чорний пішак · a3 білий пішак · c3 білий пішак · f3 біла тура · d2 білий пішак · g2 білий пішак · h2 білий король · a1 білий слон · d1 біла тура | 4 |
| 3 | b7 чорний кінь · f7 білий кінь · g7 чорний пішак · b6 білий кінь · g6 білий ферзь · b5 чорний слон · c5 чорний король · d5 білий пішак · a4 чорний пішак · c4 чорний пішак · f4 чорний пішак · a3 білий пішак · c3 білий пішак · f3 біла тура · d2 білий пішак · g2 білий пішак · h2 білий король · a1 білий слон · d1 біла тура | b7 чорний кінь · f7 білий кінь · g7 чорний пішак · b6 білий кінь · g6 білий ферзь · b5 чорний слон · c5 чорний король · d5 білий пішак · a4 чорний пішак · c4 чорний пішак · f4 чорний пішак · a3 білий пішак · c3 білий пішак · f3 біла тура · d2 білий пішак · g2 білий пішак · h2 білий король · a1 білий слон · d1 біла тура | b7 чорний кінь · f7 білий кінь · g7 чорний пішак · b6 білий кінь · g6 білий ферзь · b5 чорний слон · c5 чорний король · d5 білий пішак · a4 чорний пішак · c4 чорний пішак · f4 чорний пішак · a3 білий пішак · c3 білий пішак · f3 біла тура · d2 білий пішак · g2 білий пішак · h2 білий король · a1 білий слон · d1 біла тура | b7 чорний кінь · f7 білий кінь · g7 чорний пішак · b6 білий кінь · g6 білий ферзь · b5 чорний слон · c5 чорний король · d5 білий пішак · a4 чорний пішак · c4 чорний пішак · f4 чорний пішак · a3 білий пішак · c3 білий пішак · f3 біла тура · d2 білий пішак · g2 білий пішак · h2 білий король · a1 білий слон · d1 біла тура | b7 чорний кінь · f7 білий кінь · g7 чорний пішак · b6 білий кінь · g6 білий ферзь · b5 чорний слон · c5 чорний король · d5 білий пішак · a4 чорний пішак · c4 чорний пішак · f4 чорний пішак · a3 білий пішак · c3 білий пішак · f3 біла тура · d2 білий пішак · g2 білий пішак · h2 білий король · a1 білий слон · d1 біла тура | b7 чорний кінь · f7 білий кінь · g7 чорний пішак · b6 білий кінь · g6 білий ферзь · b5 чорний слон · c5 чорний король · d5 білий пішак · a4 чорний пішак · c4 чорний пішак · f4 чорний пішак · a3 білий пішак · c3 білий пішак · f3 біла тура · d2 білий пішак · g2 білий пішак · h2 білий король · a1 білий слон · d1 біла тура | b7 чорний кінь · f7 білий кінь · g7 чорний пішак · b6 білий кінь · g6 білий ферзь · b5 чорний слон · c5 чорний король · d5 білий пішак · a4 чорний пішак · c4 чорний пішак · f4 чорний пішак · a3 білий пішак · c3 білий пішак · f3 біла тура · d2 білий пішак · g2 білий пішак · h2 білий король · a1 білий слон · d1 біла тура | b7 чорний кінь · f7 білий кінь · g7 чорний пішак · b6 білий кінь · g6 білий ферзь · b5 чорний слон · c5 чорний король · d5 білий пішак · a4 чорний пішак · c4 чорний пішак · f4 чорний пішак · a3 білий пішак · c3 білий пішак · f3 біла тура · d2 білий пішак · g2 білий пішак · h2 білий король · a1 білий слон · d1 біла тура | 3 |
| 2 | b7 чорний кінь · f7 білий кінь · g7 чорний пішак · b6 білий кінь · g6 білий ферзь · b5 чорний слон · c5 чорний король · d5 білий пішак · a4 чорний пішак · c4 чорний пішак · f4 чорний пішак · a3 білий пішак · c3 білий пішак · f3 біла тура · d2 білий пішак · g2 білий пішак · h2 білий король · a1 білий слон · d1 біла тура | b7 чорний кінь · f7 білий кінь · g7 чорний пішак · b6 білий кінь · g6 білий ферзь · b5 чорний слон · c5 чорний король · d5 білий пішак · a4 чорний пішак · c4 чорний пішак · f4 чорний пішак · a3 білий пішак · c3 білий пішак · f3 біла тура · d2 білий пішак · g2 білий пішак · h2 білий король · a1 білий слон · d1 біла тура | b7 чорний кінь · f7 білий кінь · g7 чорний пішак · b6 білий кінь · g6 білий ферзь · b5 чорний слон · c5 чорний король · d5 білий пішак · a4 чорний пішак · c4 чорний пішак · f4 чорний пішак · a3 білий пішак · c3 білий пішак · f3 біла тура · d2 білий пішак · g2 білий пішак · h2 білий король · a1 білий слон · d1 біла тура | b7 чорний кінь · f7 білий кінь · g7 чорний пішак · b6 білий кінь · g6 білий ферзь · b5 чорний слон · c5 чорний король · d5 білий пішак · a4 чорний пішак · c4 чорний пішак · f4 чорний пішак · a3 білий пішак · c3 білий пішак · f3 біла тура · d2 білий пішак · g2 білий пішак · h2 білий король · a1 білий слон · d1 біла тура | b7 чорний кінь · f7 білий кінь · g7 чорний пішак · b6 білий кінь · g6 білий ферзь · b5 чорний слон · c5 чорний король · d5 білий пішак · a4 чорний пішак · c4 чорний пішак · f4 чорний пішак · a3 білий пішак · c3 білий пішак · f3 біла тура · d2 білий пішак · g2 білий пішак · h2 білий король · a1 білий слон · d1 біла тура | b7 чорний кінь · f7 білий кінь · g7 чорний пішак · b6 білий кінь · g6 білий ферзь · b5 чорний слон · c5 чорний король · d5 білий пішак · a4 чорний пішак · c4 чорний пішак · f4 чорний пішак · a3 білий пішак · c3 білий пішак · f3 біла тура · d2 білий пішак · g2 білий пішак · h2 білий король · a1 білий слон · d1 біла тура | b7 чорний кінь · f7 білий кінь · g7 чорний пішак · b6 білий кінь · g6 білий ферзь · b5 чорний слон · c5 чорний король · d5 білий пішак · a4 чорний пішак · c4 чорний пішак · f4 чорний пішак · a3 білий пішак · c3 білий пішак · f3 біла тура · d2 білий пішак · g2 білий пішак · h2 білий король · a1 білий слон · d1 біла тура | b7 чорний кінь · f7 білий кінь · g7 чорний пішак · b6 білий кінь · g6 білий ферзь · b5 чорний слон · c5 чорний король · d5 білий пішак · a4 чорний пішак · c4 чорний пішак · f4 чорний пішак · a3 білий пішак · c3 білий пішак · f3 біла тура · d2 білий пішак · g2 білий пішак · h2 білий король · a1 білий слон · d1 біла тура | 2 |
| 1 | b7 чорний кінь · f7 білий кінь · g7 чорний пішак · b6 білий кінь · g6 білий ферзь · b5 чорний слон · c5 чорний король · d5 білий пішак · a4 чорний пішак · c4 чорний пішак · f4 чорний пішак · a3 білий пішак · c3 білий пішак · f3 біла тура · d2 білий пішак · g2 білий пішак · h2 білий король · a1 білий слон · d1 біла тура | b7 чорний кінь · f7 білий кінь · g7 чорний пішак · b6 білий кінь · g6 білий ферзь · b5 чорний слон · c5 чорний король · d5 білий пішак · a4 чорний пішак · c4 чорний пішак · f4 чорний пішак · a3 білий пішак · c3 білий пішак · f3 біла тура · d2 білий пішак · g2 білий пішак · h2 білий король · a1 білий слон · d1 біла тура | b7 чорний кінь · f7 білий кінь · g7 чорний пішак · b6 білий кінь · g6 білий ферзь · b5 чорний слон · c5 чорний король · d5 білий пішак · a4 чорний пішак · c4 чорний пішак · f4 чорний пішак · a3 білий пішак · c3 білий пішак · f3 біла тура · d2 білий пішак · g2 білий пішак · h2 білий король · a1 білий слон · d1 біла тура | b7 чорний кінь · f7 білий кінь · g7 чорний пішак · b6 білий кінь · g6 білий ферзь · b5 чорний слон · c5 чорний король · d5 білий пішак · a4 чорний пішак · c4 чорний пішак · f4 чорний пішак · a3 білий пішак · c3 білий пішак · f3 біла тура · d2 білий пішак · g2 білий пішак · h2 білий король · a1 білий слон · d1 біла тура | b7 чорний кінь · f7 білий кінь · g7 чорний пішак · b6 білий кінь · g6 білий ферзь · b5 чорний слон · c5 чорний король · d5 білий пішак · a4 чорний пішак · c4 чорний пішак · f4 чорний пішак · a3 білий пішак · c3 білий пішак · f3 біла тура · d2 білий пішак · g2 білий пішак · h2 білий король · a1 білий слон · d1 біла тура | b7 чорний кінь · f7 білий кінь · g7 чорний пішак · b6 білий кінь · g6 білий ферзь · b5 чорний слон · c5 чорний король · d5 білий пішак · a4 чорний пішак · c4 чорний пішак · f4 чорний пішак · a3 білий пішак · c3 білий пішак · f3 біла тура · d2 білий пішак · g2 білий пішак · h2 білий король · a1 білий слон · d1 біла тура | b7 чорний кінь · f7 білий кінь · g7 чорний пішак · b6 білий кінь · g6 білий ферзь · b5 чорний слон · c5 чорний король · d5 білий пішак · a4 чорний пішак · c4 чорний пішак · f4 чорний пішак · a3 білий пішак · c3 білий пішак · f3 біла тура · d2 білий пішак · g2 білий пішак · h2 білий король · a1 білий слон · d1 біла тура | b7 чорний кінь · f7 білий кінь · g7 чорний пішак · b6 білий кінь · g6 білий ферзь · b5 чорний слон · c5 чорний король · d5 білий пішак · a4 чорний пішак · c4 чорний пішак · f4 чорний пішак · a3 білий пішак · c3 білий пішак · f3 біла тура · d2 білий пішак · g2 білий пішак · h2 білий король · a1 білий слон · d1 біла тура | 1 |
|   | a | b | c | d | e | f | g | h |   |

FEN: 8/1n3Np1/1N4Q1/1bkP4/p1p2p2/P1P2R2/3P2PK/B2R4

1. Rh1! ~ Zz
1. ... B~ 2. Qb1! ~ 3. Qb4#
     2. ... Bb5! 3. Qg1#!
Надзвичайно майстерно замаскований вступний хід, який стає зрозумілим при оголошенні чорному королю мату.

## Подвоєння теми
Більш змістовна є задача з таким механізмом, коли в хибному сліді проходить бристольська тема, де задіяна одна пара тематичних фігур, а в рішенні — інша пара тематичних фігур. В результаті в задачі проходить подвоєння бристольської теми.
|   | a | b | c | d | e | f | g | h |   |
| 8 | d8 біла тура · e8 білий ферзь · d7 білий слон · e7 білий король · f7 білий пішак · h6 чорний слон · e5 чорний король · f5 білий кінь · g5 чорний пішак · h5 білий кінь · e4 білий пішак · g4 чорна тура · d3 чорний пішак · f3 чорний пішак · e2 чорний кінь · e1 біла тура | d8 біла тура · e8 білий ферзь · d7 білий слон · e7 білий король · f7 білий пішак · h6 чорний слон · e5 чорний король · f5 білий кінь · g5 чорний пішак · h5 білий кінь · e4 білий пішак · g4 чорна тура · d3 чорний пішак · f3 чорний пішак · e2 чорний кінь · e1 біла тура | d8 біла тура · e8 білий ферзь · d7 білий слон · e7 білий король · f7 білий пішак · h6 чорний слон · e5 чорний король · f5 білий кінь · g5 чорний пішак · h5 білий кінь · e4 білий пішак · g4 чорна тура · d3 чорний пішак · f3 чорний пішак · e2 чорний кінь · e1 біла тура | d8 біла тура · e8 білий ферзь · d7 білий слон · e7 білий король · f7 білий пішак · h6 чорний слон · e5 чорний король · f5 білий кінь · g5 чорний пішак · h5 білий кінь · e4 білий пішак · g4 чорна тура · d3 чорний пішак · f3 чорний пішак · e2 чорний кінь · e1 біла тура | d8 біла тура · e8 білий ферзь · d7 білий слон · e7 білий король · f7 білий пішак · h6 чорний слон · e5 чорний король · f5 білий кінь · g5 чорний пішак · h5 білий кінь · e4 білий пішак · g4 чорна тура · d3 чорний пішак · f3 чорний пішак · e2 чорний кінь · e1 біла тура | d8 біла тура · e8 білий ферзь · d7 білий слон · e7 білий король · f7 білий пішак · h6 чорний слон · e5 чорний король · f5 білий кінь · g5 чорний пішак · h5 білий кінь · e4 білий пішак · g4 чорна тура · d3 чорний пішак · f3 чорний пішак · e2 чорний кінь · e1 біла тура | d8 біла тура · e8 білий ферзь · d7 білий слон · e7 білий король · f7 білий пішак · h6 чорний слон · e5 чорний король · f5 білий кінь · g5 чорний пішак · h5 білий кінь · e4 білий пішак · g4 чорна тура · d3 чорний пішак · f3 чорний пішак · e2 чорний кінь · e1 біла тура | d8 біла тура · e8 білий ферзь · d7 білий слон · e7 білий король · f7 білий пішак · h6 чорний слон · e5 чорний король · f5 білий кінь · g5 чорний пішак · h5 білий кінь · e4 білий пішак · g4 чорна тура · d3 чорний пішак · f3 чорний пішак · e2 чорний кінь · e1 біла тура | 8 |
| 7 | d8 біла тура · e8 білий ферзь · d7 білий слон · e7 білий король · f7 білий пішак · h6 чорний слон · e5 чорний король · f5 білий кінь · g5 чорний пішак · h5 білий кінь · e4 білий пішак · g4 чорна тура · d3 чорний пішак · f3 чорний пішак · e2 чорний кінь · e1 біла тура | d8 біла тура · e8 білий ферзь · d7 білий слон · e7 білий король · f7 білий пішак · h6 чорний слон · e5 чорний король · f5 білий кінь · g5 чорний пішак · h5 білий кінь · e4 білий пішак · g4 чорна тура · d3 чорний пішак · f3 чорний пішак · e2 чорний кінь · e1 біла тура | d8 біла тура · e8 білий ферзь · d7 білий слон · e7 білий король · f7 білий пішак · h6 чорний слон · e5 чорний король · f5 білий кінь · g5 чорний пішак · h5 білий кінь · e4 білий пішак · g4 чорна тура · d3 чорний пішак · f3 чорний пішак · e2 чорний кінь · e1 біла тура | d8 біла тура · e8 білий ферзь · d7 білий слон · e7 білий король · f7 білий пішак · h6 чорний слон · e5 чорний король · f5 білий кінь · g5 чорний пішак · h5 білий кінь · e4 білий пішак · g4 чорна тура · d3 чорний пішак · f3 чорний пішак · e2 чорний кінь · e1 біла тура | d8 біла тура · e8 білий ферзь · d7 білий слон · e7 білий король · f7 білий пішак · h6 чорний слон · e5 чорний король · f5 білий кінь · g5 чорний пішак · h5 білий кінь · e4 білий пішак · g4 чорна тура · d3 чорний пішак · f3 чорний пішак · e2 чорний кінь · e1 біла тура | d8 біла тура · e8 білий ферзь · d7 білий слон · e7 білий король · f7 білий пішак · h6 чорний слон · e5 чорний король · f5 білий кінь · g5 чорний пішак · h5 білий кінь · e4 білий пішак · g4 чорна тура · d3 чорний пішак · f3 чорний пішак · e2 чорний кінь · e1 біла тура | d8 біла тура · e8 білий ферзь · d7 білий слон · e7 білий король · f7 білий пішак · h6 чорний слон · e5 чорний король · f5 білий кінь · g5 чорний пішак · h5 білий кінь · e4 білий пішак · g4 чорна тура · d3 чорний пішак · f3 чорний пішак · e2 чорний кінь · e1 біла тура | d8 біла тура · e8 білий ферзь · d7 білий слон · e7 білий король · f7 білий пішак · h6 чорний слон · e5 чорний король · f5 білий кінь · g5 чорний пішак · h5 білий кінь · e4 білий пішак · g4 чорна тура · d3 чорний пішак · f3 чорний пішак · e2 чорний кінь · e1 біла тура | 7 |
| 6 | d8 біла тура · e8 білий ферзь · d7 білий слон · e7 білий король · f7 білий пішак · h6 чорний слон · e5 чорний король · f5 білий кінь · g5 чорний пішак · h5 білий кінь · e4 білий пішак · g4 чорна тура · d3 чорний пішак · f3 чорний пішак · e2 чорний кінь · e1 біла тура | d8 біла тура · e8 білий ферзь · d7 білий слон · e7 білий король · f7 білий пішак · h6 чорний слон · e5 чорний король · f5 білий кінь · g5 чорний пішак · h5 білий кінь · e4 білий пішак · g4 чорна тура · d3 чорний пішак · f3 чорний пішак · e2 чорний кінь · e1 біла тура | d8 біла тура · e8 білий ферзь · d7 білий слон · e7 білий король · f7 білий пішак · h6 чорний слон · e5 чорний король · f5 білий кінь · g5 чорний пішак · h5 білий кінь · e4 білий пішак · g4 чорна тура · d3 чорний пішак · f3 чорний пішак · e2 чорний кінь · e1 біла тура | d8 біла тура · e8 білий ферзь · d7 білий слон · e7 білий король · f7 білий пішак · h6 чорний слон · e5 чорний король · f5 білий кінь · g5 чорний пішак · h5 білий кінь · e4 білий пішак · g4 чорна тура · d3 чорний пішак · f3 чорний пішак · e2 чорний кінь · e1 біла тура | d8 біла тура · e8 білий ферзь · d7 білий слон · e7 білий король · f7 білий пішак · h6 чорний слон · e5 чорний король · f5 білий кінь · g5 чорний пішак · h5 білий кінь · e4 білий пішак · g4 чорна тура · d3 чорний пішак · f3 чорний пішак · e2 чорний кінь · e1 біла тура | d8 біла тура · e8 білий ферзь · d7 білий слон · e7 білий король · f7 білий пішак · h6 чорний слон · e5 чорний король · f5 білий кінь · g5 чорний пішак · h5 білий кінь · e4 білий пішак · g4 чорна тура · d3 чорний пішак · f3 чорний пішак · e2 чорний кінь · e1 біла тура | d8 біла тура · e8 білий ферзь · d7 білий слон · e7 білий король · f7 білий пішак · h6 чорний слон · e5 чорний король · f5 білий кінь · g5 чорний пішак · h5 білий кінь · e4 білий пішак · g4 чорна тура · d3 чорний пішак · f3 чорний пішак · e2 чорний кінь · e1 біла тура | d8 біла тура · e8 білий ферзь · d7 білий слон · e7 білий король · f7 білий пішак · h6 чорний слон · e5 чорний король · f5 білий кінь · g5 чорний пішак · h5 білий кінь · e4 білий пішак · g4 чорна тура · d3 чорний пішак · f3 чорний пішак · e2 чорний кінь · e1 біла тура | 6 |
| 5 | d8 біла тура · e8 білий ферзь · d7 білий слон · e7 білий король · f7 білий пішак · h6 чорний слон · e5 чорний король · f5 білий кінь · g5 чорний пішак · h5 білий кінь · e4 білий пішак · g4 чорна тура · d3 чорний пішак · f3 чорний пішак · e2 чорний кінь · e1 біла тура | d8 біла тура · e8 білий ферзь · d7 білий слон · e7 білий король · f7 білий пішак · h6 чорний слон · e5 чорний король · f5 білий кінь · g5 чорний пішак · h5 білий кінь · e4 білий пішак · g4 чорна тура · d3 чорний пішак · f3 чорний пішак · e2 чорний кінь · e1 біла тура | d8 біла тура · e8 білий ферзь · d7 білий слон · e7 білий король · f7 білий пішак · h6 чорний слон · e5 чорний король · f5 білий кінь · g5 чорний пішак · h5 білий кінь · e4 білий пішак · g4 чорна тура · d3 чорний пішак · f3 чорний пішак · e2 чорний кінь · e1 біла тура | d8 біла тура · e8 білий ферзь · d7 білий слон · e7 білий король · f7 білий пішак · h6 чорний слон · e5 чорний король · f5 білий кінь · g5 чорний пішак · h5 білий кінь · e4 білий пішак · g4 чорна тура · d3 чорний пішак · f3 чорний пішак · e2 чорний кінь · e1 біла тура | d8 біла тура · e8 білий ферзь · d7 білий слон · e7 білий король · f7 білий пішак · h6 чорний слон · e5 чорний король · f5 білий кінь · g5 чорний пішак · h5 білий кінь · e4 білий пішак · g4 чорна тура · d3 чорний пішак · f3 чорний пішак · e2 чорний кінь · e1 біла тура | d8 біла тура · e8 білий ферзь · d7 білий слон · e7 білий король · f7 білий пішак · h6 чорний слон · e5 чорний король · f5 білий кінь · g5 чорний пішак · h5 білий кінь · e4 білий пішак · g4 чорна тура · d3 чорний пішак · f3 чорний пішак · e2 чорний кінь · e1 біла тура | d8 біла тура · e8 білий ферзь · d7 білий слон · e7 білий король · f7 білий пішак · h6 чорний слон · e5 чорний король · f5 білий кінь · g5 чорний пішак · h5 білий кінь · e4 білий пішак · g4 чорна тура · d3 чорний пішак · f3 чорний пішак · e2 чорний кінь · e1 біла тура | d8 біла тура · e8 білий ферзь · d7 білий слон · e7 білий король · f7 білий пішак · h6 чорний слон · e5 чорний король · f5 білий кінь · g5 чорний пішак · h5 білий кінь · e4 білий пішак · g4 чорна тура · d3 чорний пішак · f3 чорний пішак · e2 чорний кінь · e1 біла тура | 5 |
| 4 | d8 біла тура · e8 білий ферзь · d7 білий слон · e7 білий король · f7 білий пішак · h6 чорний слон · e5 чорний король · f5 білий кінь · g5 чорний пішак · h5 білий кінь · e4 білий пішак · g4 чорна тура · d3 чорний пішак · f3 чорний пішак · e2 чорний кінь · e1 біла тура | d8 біла тура · e8 білий ферзь · d7 білий слон · e7 білий король · f7 білий пішак · h6 чорний слон · e5 чорний король · f5 білий кінь · g5 чорний пішак · h5 білий кінь · e4 білий пішак · g4 чорна тура · d3 чорний пішак · f3 чорний пішак · e2 чорний кінь · e1 біла тура | d8 біла тура · e8 білий ферзь · d7 білий слон · e7 білий король · f7 білий пішак · h6 чорний слон · e5 чорний король · f5 білий кінь · g5 чорний пішак · h5 білий кінь · e4 білий пішак · g4 чорна тура · d3 чорний пішак · f3 чорний пішак · e2 чорний кінь · e1 біла тура | d8 біла тура · e8 білий ферзь · d7 білий слон · e7 білий король · f7 білий пішак · h6 чорний слон · e5 чорний король · f5 білий кінь · g5 чорний пішак · h5 білий кінь · e4 білий пішак · g4 чорна тура · d3 чорний пішак · f3 чорний пішак · e2 чорний кінь · e1 біла тура | d8 біла тура · e8 білий ферзь · d7 білий слон · e7 білий король · f7 білий пішак · h6 чорний слон · e5 чорний король · f5 білий кінь · g5 чорний пішак · h5 білий кінь · e4 білий пішак · g4 чорна тура · d3 чорний пішак · f3 чорний пішак · e2 чорний кінь · e1 біла тура | d8 біла тура · e8 білий ферзь · d7 білий слон · e7 білий король · f7 білий пішак · h6 чорний слон · e5 чорний король · f5 білий кінь · g5 чорний пішак · h5 білий кінь · e4 білий пішак · g4 чорна тура · d3 чорний пішак · f3 чорний пішак · e2 чорний кінь · e1 біла тура | d8 біла тура · e8 білий ферзь · d7 білий слон · e7 білий король · f7 білий пішак · h6 чорний слон · e5 чорний король · f5 білий кінь · g5 чорний пішак · h5 білий кінь · e4 білий пішак · g4 чорна тура · d3 чорний пішак · f3 чорний пішак · e2 чорний кінь · e1 біла тура | d8 біла тура · e8 білий ферзь · d7 білий слон · e7 білий король · f7 білий пішак · h6 чорний слон · e5 чорний король · f5 білий кінь · g5 чорний пішак · h5 білий кінь · e4 білий пішак · g4 чорна тура · d3 чорний пішак · f3 чорний пішак · e2 чорний кінь · e1 біла тура | 4 |
| 3 | d8 біла тура · e8 білий ферзь · d7 білий слон · e7 білий король · f7 білий пішак · h6 чорний слон · e5 чорний король · f5 білий кінь · g5 чорний пішак · h5 білий кінь · e4 білий пішак · g4 чорна тура · d3 чорний пішак · f3 чорний пішак · e2 чорний кінь · e1 біла тура | d8 біла тура · e8 білий ферзь · d7 білий слон · e7 білий король · f7 білий пішак · h6 чорний слон · e5 чорний король · f5 білий кінь · g5 чорний пішак · h5 білий кінь · e4 білий пішак · g4 чорна тура · d3 чорний пішак · f3 чорний пішак · e2 чорний кінь · e1 біла тура | d8 біла тура · e8 білий ферзь · d7 білий слон · e7 білий король · f7 білий пішак · h6 чорний слон · e5 чорний король · f5 білий кінь · g5 чорний пішак · h5 білий кінь · e4 білий пішак · g4 чорна тура · d3 чорний пішак · f3 чорний пішак · e2 чорний кінь · e1 біла тура | d8 біла тура · e8 білий ферзь · d7 білий слон · e7 білий король · f7 білий пішак · h6 чорний слон · e5 чорний король · f5 білий кінь · g5 чорний пішак · h5 білий кінь · e4 білий пішак · g4 чорна тура · d3 чорний пішак · f3 чорний пішак · e2 чорний кінь · e1 біла тура | d8 біла тура · e8 білий ферзь · d7 білий слон · e7 білий король · f7 білий пішак · h6 чорний слон · e5 чорний король · f5 білий кінь · g5 чорний пішак · h5 білий кінь · e4 білий пішак · g4 чорна тура · d3 чорний пішак · f3 чорний пішак · e2 чорний кінь · e1 біла тура | d8 біла тура · e8 білий ферзь · d7 білий слон · e7 білий король · f7 білий пішак · h6 чорний слон · e5 чорний король · f5 білий кінь · g5 чорний пішак · h5 білий кінь · e4 білий пішак · g4 чорна тура · d3 чорний пішак · f3 чорний пішак · e2 чорний кінь · e1 біла тура | d8 біла тура · e8 білий ферзь · d7 білий слон · e7 білий король · f7 білий пішак · h6 чорний слон · e5 чорний король · f5 білий кінь · g5 чорний пішак · h5 білий кінь · e4 білий пішак · g4 чорна тура · d3 чорний пішак · f3 чорний пішак · e2 чорний кінь · e1 біла тура | d8 біла тура · e8 білий ферзь · d7 білий слон · e7 білий король · f7 білий пішак · h6 чорний слон · e5 чорний король · f5 білий кінь · g5 чорний пішак · h5 білий кінь · e4 білий пішак · g4 чорна тура · d3 чорний пішак · f3 чорний пішак · e2 чорний кінь · e1 біла тура | 3 |
| 2 | d8 біла тура · e8 білий ферзь · d7 білий слон · e7 білий король · f7 білий пішак · h6 чорний слон · e5 чорний король · f5 білий кінь · g5 чорний пішак · h5 білий кінь · e4 білий пішак · g4 чорна тура · d3 чорний пішак · f3 чорний пішак · e2 чорний кінь · e1 біла тура | d8 біла тура · e8 білий ферзь · d7 білий слон · e7 білий король · f7 білий пішак · h6 чорний слон · e5 чорний король · f5 білий кінь · g5 чорний пішак · h5 білий кінь · e4 білий пішак · g4 чорна тура · d3 чорний пішак · f3 чорний пішак · e2 чорний кінь · e1 біла тура | d8 біла тура · e8 білий ферзь · d7 білий слон · e7 білий король · f7 білий пішак · h6 чорний слон · e5 чорний король · f5 білий кінь · g5 чорний пішак · h5 білий кінь · e4 білий пішак · g4 чорна тура · d3 чорний пішак · f3 чорний пішак · e2 чорний кінь · e1 біла тура | d8 біла тура · e8 білий ферзь · d7 білий слон · e7 білий король · f7 білий пішак · h6 чорний слон · e5 чорний король · f5 білий кінь · g5 чорний пішак · h5 білий кінь · e4 білий пішак · g4 чорна тура · d3 чорний пішак · f3 чорний пішак · e2 чорний кінь · e1 біла тура | d8 біла тура · e8 білий ферзь · d7 білий слон · e7 білий король · f7 білий пішак · h6 чорний слон · e5 чорний король · f5 білий кінь · g5 чорний пішак · h5 білий кінь · e4 білий пішак · g4 чорна тура · d3 чорний пішак · f3 чорний пішак · e2 чорний кінь · e1 біла тура | d8 біла тура · e8 білий ферзь · d7 білий слон · e7 білий король · f7 білий пішак · h6 чорний слон · e5 чорний король · f5 білий кінь · g5 чорний пішак · h5 білий кінь · e4 білий пішак · g4 чорна тура · d3 чорний пішак · f3 чорний пішак · e2 чорний кінь · e1 біла тура | d8 біла тура · e8 білий ферзь · d7 білий слон · e7 білий король · f7 білий пішак · h6 чорний слон · e5 чорний король · f5 білий кінь · g5 чорний пішак · h5 білий кінь · e4 білий пішак · g4 чорна тура · d3 чорний пішак · f3 чорний пішак · e2 чорний кінь · e1 біла тура | d8 біла тура · e8 білий ферзь · d7 білий слон · e7 білий король · f7 білий пішак · h6 чорний слон · e5 чорний король · f5 білий кінь · g5 чорний пішак · h5 білий кінь · e4 білий пішак · g4 чорна тура · d3 чорний пішак · f3 чорний пішак · e2 чорний кінь · e1 біла тура | 2 |
| 1 | d8 біла тура · e8 білий ферзь · d7 білий слон · e7 білий король · f7 білий пішак · h6 чорний слон · e5 чорний король · f5 білий кінь · g5 чорний пішак · h5 білий кінь · e4 білий пішак · g4 чорна тура · d3 чорний пішак · f3 чорний пішак · e2 чорний кінь · e1 біла тура | d8 біла тура · e8 білий ферзь · d7 білий слон · e7 білий король · f7 білий пішак · h6 чорний слон · e5 чорний король · f5 білий кінь · g5 чорний пішак · h5 білий кінь · e4 білий пішак · g4 чорна тура · d3 чорний пішак · f3 чорний пішак · e2 чорний кінь · e1 біла тура | d8 біла тура · e8 білий ферзь · d7 білий слон · e7 білий король · f7 білий пішак · h6 чорний слон · e5 чорний король · f5 білий кінь · g5 чорний пішак · h5 білий кінь · e4 білий пішак · g4 чорна тура · d3 чорний пішак · f3 чорний пішак · e2 чорний кінь · e1 біла тура | d8 біла тура · e8 білий ферзь · d7 білий слон · e7 білий король · f7 білий пішак · h6 чорний слон · e5 чорний король · f5 білий кінь · g5 чорний пішак · h5 білий кінь · e4 білий пішак · g4 чорна тура · d3 чорний пішак · f3 чорний пішак · e2 чорний кінь · e1 біла тура | d8 біла тура · e8 білий ферзь · d7 білий слон · e7 білий король · f7 білий пішак · h6 чорний слон · e5 чорний король · f5 білий кінь · g5 чорний пішак · h5 білий кінь · e4 білий пішак · g4 чорна тура · d3 чорний пішак · f3 чорний пішак · e2 чорний кінь · e1 біла тура | d8 біла тура · e8 білий ферзь · d7 білий слон · e7 білий король · f7 білий пішак · h6 чорний слон · e5 чорний король · f5 білий кінь · g5 чорний пішак · h5 білий кінь · e4 білий пішак · g4 чорна тура · d3 чорний пішак · f3 чорний пішак · e2 чорний кінь · e1 біла тура | d8 біла тура · e8 білий ферзь · d7 білий слон · e7 білий король · f7 білий пішак · h6 чорний слон · e5 чорний король · f5 білий кінь · g5 чорний пішак · h5 білий кінь · e4 білий пішак · g4 чорна тура · d3 чорний пішак · f3 чорний пішак · e2 чорний кінь · e1 біла тура | d8 біла тура · e8 білий ферзь · d7 білий слон · e7 білий король · f7 білий пішак · h6 чорний слон · e5 чорний король · f5 білий кінь · g5 чорний пішак · h5 білий кінь · e4 білий пішак · g4 чорна тура · d3 чорний пішак · f3 чорний пішак · e2 чорний кінь · e1 біла тура | 1 |
|   | a | b | c | d | e | f | g | h |   |

FEN: 3RQ3/3BKP2/7b/4kNpN/4P1r1/3p1p2/4n3/4R3

1. Ba4? ~ 2. Kd7#
1. ... Rxe4 2. Qb5#
- — - — - — -
1. ... Sd4 2. Rd5#
1. ... Kxe4 2. Kf6#,   1... Sf4!
1. Ra8! ~ 2. Kd8#
1. ... Sd4 2. Qb8#
- — - — - — -
1. ... Rxe4 2. Ra5#
1. ... Kxe4 2. Ke6#,   1. ... Bf8+ 2. Kxf8#
В цій задачі брістольська тема проходить двічі: в хибному сліді в грі пари тематичних білих фігур — слона і ферзя; в дійсній грі грає друга тематична пара — тура і ферзь.